# 西川町 (新潟県)

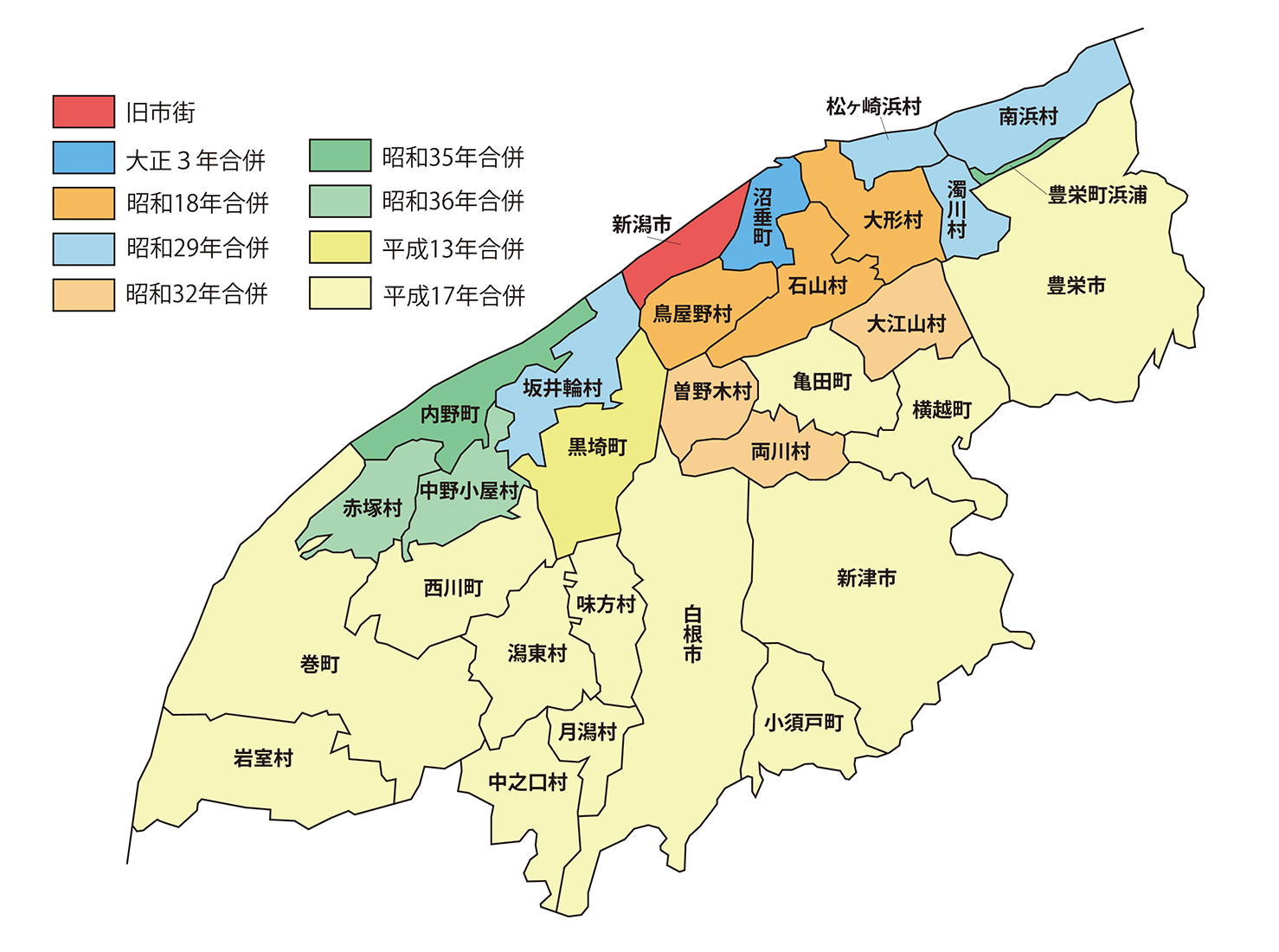
新潟市の合併市町村

西川町（にしかわまち）は、新潟県西蒲原郡に属した町。2005年3月21日の新潟市への編入合併によって消滅し、現在は新潟市の政令指定都市移行により大部分が西蒲区の一部となっており、大字與兵衛野新田の一部が西区となっている。
以下の記述は合併直前当時の旧西川町に関しての記述であり、現在では名称等が異なる場合がある。なお、ここに記述されていない内容に関しては西蒲区#西川地区などの記事を参照。
新潟市（旧西蒲原郡黒埼町を除く）への通勤率は27.3%（平成12年国勢調査）。町名は町の中心部を流れる西川（信濃川の支流）に由来する。

## 概要
中心地の曽根は近世に長岡藩曾根代官所が置かれた地で、西川の河川舟運で栄えた在郷町の性格も持ち、江戸時代には蒲原船道の拠点となっていた。現在でも県道374号（本町通り）沿いに商店街が形成されている。

## 歴史
- 1889年（明治22年）4月1日 - 町村制施行にともなう合併により、西川村、鎧郷村、曽根村、升潟村が発足。

| 西川村 | 西汰上村、川崎郷屋村、下山村、鱸郷屋村、羽田村、中島新田村、平野村古新田                                                     |
| 鎧郷村 | 押付村、矢島村古新田、天竺堂村、槇島村、真田村、中郷屋村、葉萱場車場村、割前村、東汰上村                                     |
| 曽根村 | 曽根村、旗屋村、松崎村、善光寺村、桑山村、善光寺村受                                                                         |
| 升潟村 | 升潟村、兵右衛門新田、大潟村古新田、浦村新田、大関村古新田、升岡新田、貝柄新田、與兵衛野新田、堀上新田、三角野新田、熊潟新田 |

- 1901年（明治34年）11月1日 - 西川村と鎧郷村が合併し鎧郷村となる。
- 1930年（昭和5年）12月1日 - 曽根村が町制を施行し曽根町となる。
- 1955年（昭和30年）3月31日 - 鎧郷村と曽根町が新設合併し、西川町（にしがわまち）となる。
- 1955年（昭和30年）7月10日 - 中郷屋、葉萱場、割前、東汰上（ひがしよりあげ）、羽田を分離し巻町へ編入。
- 1961年（昭和36年）6月10日 - 西川町と升潟村が新設合併し、西川町（にしかわまち）となる。
- 1962年（昭和37年）11月 - 潟東村の一部（通称・米里（旗屋村受、卯八郎受の各一部）、現在の通称・新川の一部）を編入。
- 1977年（昭和52年）2月 - 鎧潟の一部を入れ、矢島の一部が巻町へ編入。
- 1977年（昭和52年）5月 - 鎧潟の一部を入れる。
- 2005年（平成17年）3月21日 - 新潟市と合併し、消滅。

### 市町村合併
- 2005年3月21日、新潟市に編入合併した。
  - 詳細は新潟市の行政区域の変遷を参照。

## 地域
西川町は以下の大字で構成される。

## 行政
- 町長：安沢 節英（1995年4月26日から）

## 経済
1974年（昭和49年）に農村地域工業導入地区の指定を受け、2箇所の工業団地が整備された。
- 旗屋工業団地
- 升岡工業団地

## 交通

### 道路
- 国道116号
- 新潟県道44号新潟燕線
- 新潟県道46号新潟中央環状線
- 新潟県道66号白根西川巻線
- 新潟県道374号五千石巻新潟線

### 鉄道
- 町東部をJR越後線が通っており、町内には駅が1つある。

越後線
越後曽根駅

## 施設
- 西川町図書館・西川町多目的ホール

## 祭事
- 西川まつり（8月）[4]
- 時代激まつり（10月）[4]

## 出身有名人
- 栗原みきこ（声優）
- 山岸徳平（国文学者）
- 石山賢吉（実業家、父親の死後は旧白根市（現南区）で育つ）
- 樋浦誠（植物病理学者）